# Ołeksandr Spicyn
Ołeksandr Serhijowycz Spicyn, ukr. Олександр Сергійович Спіцин, ros. Александр Сергеевич Спицын, Aleksandr Siergiejewicz Spicyn (ur. 22 sierpnia 1963 w Zaporożu) – ukraiński piłkarz, grający na pozycji obrońcy lub pomocnika, trener piłkarski.

## Kariera piłkarska

### Kariera klubowa
Wychowanek Szkoły Sportowej Metałurh Zaporoże. Pierwszy trener B.Zozula. W 1981 rozpoczął karierę piłkarską w drużynie Metałurh Zaporoże. Latem 1985 został zaproszony do Czornomorca Odessa. W 1987 został powołany do wojska, gdzie służył w klubach CSKA Moskwa i SKA-Karpaty Lwów. Po zwolnieniu z wojska w 1988 roku wrócił do Czornomorca Odessa. Na początku 1993 wyjechał za granicę, gdzie bronił barw niemieckiego FSV Velten, a potem szwedzkiego Bolidens FF. Po roku powrócił do Ukrainy, gdzie występował w amatorskich zespołach Perwomajec Perwomajśke, Błaho Błahojewe i Riszelje Odessa. W kwietniu 1995 zasilił skład SK Mikołajów, ale po zakończeniu sezonu 1994/95 powrócił do Odessy i kontynuował występy w amatorskich zespołach. W 1996 krótko ponownie bronił barw szwedzkiego Bolidens FF. W sezonie 1996/97 był piłkarzem zespołu Dnister Owidiopol. W 1997 przeszedł do kazachskiego klubu Jelimaj Semej, a na początku 1998 zasilił skład SK Odessa. W 1999 przeniósł się do Czornomorca Odessa, w którym został wybrany na kapitana drużyny. W 2004 łączył funkcje piłkarza i trenera w amatorskim zespole Iwan Odessa, a później i w drugoligowym klubie Dnipro Czerkasy, w którym zakończył karierę piłkarza.

### Kariera reprezentacyjna
Bronił barw juniorskiej reprezentacji ZSRR.

## Kariera trenerska
Po zakończeniu kariery piłkarskiej rozpoczął pracę szkoleniowca. Od 2000 do września 2003 pracował w sztabie szkoleniowym Czornomorca Odessa. W 2004 również pełnił funkcję grającego trenera w klubach Iwan Odessa i Dnipro Czerkasy. W latach 2005–2008 pomagał trenować piłkarzy MFK Mikołajów, a w maju 2007 pełnił obowiązki głównego trenera MFK Mikołajów. W 2009 powrócił do Odessy, gdzie pracował z dziećmi w Szkole Sportowej Czornomoreć Odessa. W czerwcu 2012 ponownie dołączył do sztabu trenerskiego Czornomorca Odessa, w którym pomagał trenować juniorską i młodzieżową drużynę.

## Sukcesy i odznaczenia

### Sukcesy piłkarskie
Czornomoreć Odessa
- zdobywca Pucharu Federacji Piłki Nożnej ZSRR: 1990
- zdobywca Pucharu Ukrainy: 1992

### Odznaczenia
- tytuł Mistrza Sportu ZSRR: 1989